# František Vaigner
František Vaigner (1. října 1896, Třebíč – 26. května 1970, Třebíč) byl český hudební pedagog, dirigent a spisovatel.

## Biografie
František Vaigner se narodil v roce 1896 v Třebíči, vystudoval učitelský ústav v Brně a následně působil jako člen městské rady a učitel v Třebíči. Později odešel do Zábřehu na Moravě, kde do roku 1947 působil jako školský inspektor, mezi lety tutéž pozici zastával i v Třebíči. Působil také v oblasti hudební, pracoval jako sbormistr pěveckého sboru Janáček, hrál na violoncello, dirigoval také hudbu třebíčské pobočky Sokola nebo sbor jihlavských učitelek, byl následovníkem Vojtěcha Řípy.